# Schüler-Schüler-Interaktion
Schüler-Schüler-Interaktion umfasst jegliche Interaktionsformen innerhalb der Gruppe von Lernenden einer Bildungsinstitution.

## Die Klasse als Gruppe
Klassengemeinschaften entwickeln spezifische Beziehungsstrukturen untereinander, wobei deren Zusammenhalt sich mit steigender Altersstufe immer mehr verstärkt. Die Gruppen selbst können sich anhand bestimmter Gruppenmerkmale unterscheiden, welche eine Rückwirkung auf die Interaktion zwischen ihren Mitgliedern haben.
Gruppenmerkmale:
- extern zugewiesene Gruppenzugehörigkeit
- Gruppe mit gemeinsamen Zielen
- Gruppe mit subjektiv wahrgenommenem „Wir-Charakter“
- Gruppenzugehörigkeit aufgrund Abgrenzung von anderen Gruppen

Die Anforderungen, welche extern an eine Gruppe gestellt werden prägen deren Charakteristik und somit auch die Schüler-Schüler-Interaktion im Einzelnen. Je stärker die Ziele einer Gruppe von ihren Mitgliedern internalisiert werden und eine intrinsische Motivation vorhanden ist, umso größer ist die Wahrscheinlichkeit, dass sich aus der Interaktion der Gruppenmitglieder tiefere soziale Bindungen entwickeln.
Die gemeinsame Erledigung schulischer Aufgaben kann eine derartige Möglichkeit bieten, sie kann die Interaktion jedoch auch hemmen, wenn sie als rein funktionale Einheit betrachtet wird.
Auf dieser Grundlage ergeben sich für die Interaktion folgende Verhaltenserwartungen und Rollen:
- aufgabenbezogene Rollen (z. B. koordinieren, informieren),
- gruppenbezogene Rollen (z. B. aktivieren),
- störende Rollen (z. B. blockieren, dominieren).

## Der Schüler innerhalb der Gruppe
Folgende Bedingungen prägen die Schüler-Schüler-Interaktion im Unterricht:
Handeln in Gegenwart der Mitschüler
Bei aktivem Agieren in Anwesenheit anderer zeigt unser Körper einen Zustand erhöhter Wachsamkeit. Unabhängig davon, ob das Handeln durch direktes Feedback bewertet wird, neigt man dazu, die Erwartungshaltung der anderen zu antizipieren und dadurch Rückschlüsse auf deren Bewertung der eigenen Aktion zu ziehen.
Interagieren mit Anderen
Man unterscheidet hierbei zwei Effekte, die auf die Schüler-Schüler-Interaktion positiv bzw. negativ wirken.
1. Handeln nebeneinander: Soziale Interaktion ist gewünscht, diese geschieht parallel und alle Gruppenmitgliedern befinden sich auf der gleichen Bewertungsebene. Die Kooperation zwischen den Gruppenmitgliedern erhöht den sozialen Zusammenhalt.
2. Handeln gegeneinander: Bewertung und Auswertung von Leistungen werden gegeneinander verglichen und analysiert. Dies schafft eine Wettkampf- oder Konkurrenzsituation und hemmt eine optimale Schüler-Schüler-Interaktion.

Teamwork
Gemeinsames Arbeiten an einem Ziel kann die Schüler-Schüler-Interaktion positiv beeinflussen. Um eine möglichst effektive Interaktion zu erzielen, bedient man sich folgender Möglichkeiten:
- Kooperative Aufgabenstrukturen: Die Schüler verfolgen ein gemeinsames Ziel durch den wechselseitigen Austausch von Informationen, Ideen und Materialien.
- Chancengleichheit in der Bewertung: Der individuelle Leistungsstand des Schülers bei Beginn einer Aufgabe wird in die spätere Bewertung mit einbezogen.
- Kooperative Rückmeldungsstrukturen: Positive Feedbacks, auch von Einzelleistungen, werden an die gesamte Gruppe weitergegeben, wobei der individuelle Arbeitsanteil transparent gehalten wird.
- Auswertung von Feedbacks: Gruppen erhalten nach Kooperationsprozessen ein Feedback über ihre Arbeit vom Lehrer und von den anderen Gruppenmitgliedern.

Nachahmen, Anpassung und Kompromissbildung
Die Beobachtung anderer Gruppenmitglieder erweitert das eigene Erfahrungsspektrum und kann somit einen positiven Einfluss auf die Schüler-Schüler-Interaktion haben. Bei negativen Verhaltensweisen kann sich aber auch der gegenteilige Effekt einstellen. Wichtig bei der Schüler-Schüler-Interaktion ist eine wechselseitige Kompromissbereitschaft und die Anpassung der Gruppenmitglieder aneinander. Diese erfordert in erhöhtem Maße soziale Kompetenz und Regulierung der eigenen Ansprüche und Zurückstellung eigener Wünsche und Vorstellungen.
Direkte Beeinflussung durch Gruppenmitglieder
Handeln wird zum Teil auch direkt extern gesteuert. Schüler die durch ihr Verhalten mutwillig den Unterricht stören, werden durch die Aufmerksamkeit der anderen Schüler in ihrem Verhalten verstärkt.

## Probleme bei der Schüler-Schüler-Interaktion
Die tieferen Hintergründe der Schüler-Schüler-Interaktion entgehen dem Lehrer meistens, da dieser zu wenig über die spezifischen Situationen weiß. Offenkundige Beschimpfungen werden zwar wahrgenommen aber subtile Anzeichen bleiben meist unerkannt.
Soziale Randstellungen (Ausgestoßener, Abgelehnter, Unbeachteter) verstärken in der Schüler-Schüler-Interaktion die Problematik und führen zu Ängstlichkeit, Gehemmtheit, vermindertem Selbstbewusstsein, unangenehmen Erfahrungen mit Mitschülern und Leistungsversagen.

## Cliquenbildung
Klare Abgrenzung kleiner Schülergruppen vom Rest der Klasse durch Verhalten oder äußere Erkennungsmerkmale. Folge ist hierbei häufig die Aufspaltung der Klasse in konkurrierende Parteien.